# Bagre (Pará)
Bagre é um município brasileiro do estado do Pará, pertencente à Mesorregião do Marajó. Localiza-se no norte brasileiro, a uma latitude 01º53'59" sul e a longitude 50º09'52" oeste.

## História
São poucas as informações sobre a fundação do povoado que deu origem a esse Município, sabendo-se que foi a época da Proclamação da República. A Lei nº 934, de julho de 1879, criou no lugar chamado Bagre, que pertencia ao Município de Oeiras, uma capela curada que, através da Lei nº 1.173, de 23 de abril de 1883, passou para o Município de Melgaço. E em 1887, já no crepúsculo do regimento monárquico, pela Lei nº 1.306, de 28 de novembro, foi elevada á condição de Freguesia, permanecendo, assim, até a República.
Por solicitação de seus habitantes, o governo provisório do Pará – o primeiro republicano – em 1890, pelo Decreto nº 210, de 28 de outubro, criou o Município de Bagre. Da mesma data é a portaria que nomeava o Conselho de Intendência Municipal, sendo presidido pelo intendente Manoel Evaristo de Mendonça, eleito no primeiro pleito municipal ali realizado.
A posse dos nomeados e a instalação oficial do município, ocorreu a 11 de novembro de1891, Bagre pertenceu, sucessivamente, aos Municípios de Portel (Decreto nº 72, de 27 de Dezembro de 1930) Curralinho (Decreto nº 72, de 27 de dezembro de 1930) e, em 1935, com a Lei nº 8, voltou a pertencer a Portel, apresentando-se como um de seus distritos, o que foi considerado pelo Decreto Lei nº 2,972 de 31 de março de 1938.
Pelo Decreto Lei nº 3.131, de 31 de outubro de 1938, o Município de Portel perde para Oeiras o distrito de Bagre. Em face do disposto no Decreto Lei nº 4.505, de 30 de novembro de 1943, o Município de Oeiras e o distrito de Bagre passaram a denominar-se Araticu, constituído de dois distritos Araticu e Bagre, Bagre, até 1961, pertencia ao município de Araticu, hoje Oeiras do Pará. A Lei nº 2.460, de 29 de dezembro de 1961, lhe restituiu a autonomia municipal.
O município é constituído dos distritos de Bagre e Pedreira.
A povoação foi fundada no século XIX, pertencendo então ao município de Oeiras do Pará. Em 1883 passou a pertencer ao município de Melgaço e em 1887 foi elevada a freguesia. Foi município autónomo entre 1890 e 1930. Nesse ano foi anexada ao município de Portel como distrito. Este foi, no entanto, transferido para o município de Curralinho até 1935. Em 1938 voltou ao município de Oeiras do Pará, então conhecido como Araticu, onde se manteve até a sua autonomia ser restaurada em 1961.

## Geografia
Localiza-se à latitude 01º53'59" sul e à longitude 50º09'52" oeste, com altitude de 31 metros. Sua população estimada em 2022 é de 34.711 habitantes, distribuídos em uma área de 4 417,699 km².

### Hidrografia
A principal drenagem do Município é o rio Jacundá que corta seu território. No sentido Sudeste-Noroeste, tendo como principais afluentes os igarapés Águas-Claras, Açu, Braço, Repartimento do Jacundá e o rio Juruparí que deságua no Rio Pará.
Destaca-se, ainda, o rio Panaúba que, em sua foz, no Rio Pará, banha a sede municipal, e tem como principais afluentes o rio Tachí e os igarapés Pirarucu e Pimental. Fazendo limite a Leste, com Oeiras do Pará, encontra-se o rio Mocajatuba e, a Noroeste, o rio Jaguarajó, limite com Portel. Ao Norte, encontra-se a Furo Santa Maria, limite com Melgaço e Baia das Araras, limite com Curralinho, onde estão situados diversos furos e ilhas.

### Clima
O clima corresponde ao tipo Ami (Kôppen), com média mensal é sua temperatura mínima superior a 20 °C é máxima de 37 °C. Estação seca de pequena duração é umidade suficiente para a manutenção da floresta é a amplitude térmica que não ultrapassa a escala de 5 a 10 °C, com ligeira variação para o tipo Aw, com chuvas que ocorrem com incidência de fevereiro a abril, onde ocorre a maiores níveis de pluviosidade chegando a ser superior ao valor registrado no ano.
Com temperatura do ar elevada, predominante na Amazônia, com média de 20 a 40 °C, máxima de 38 °C é mínima de 24 °C. a sensação térmica da região nos últimos anos vem apresentando muitas variedades, causando múltiplas mudanças na região, houve um aumento significativo sensação térmica é da temperatura aparente, que é a forma como os nossos sentidos percebem a temperatura do ar, de 2016 para cá essa sensação aumentou 40% a maior do século é da década (8 °C a mais que registrado nos últimos séculos que era de 1 °C em cada 20 anos). A umidade relativa está sempre acima de 80% sendo raramente inferior a 70%. A precipitação pluviométrica está regulada em cerca 2.202mm anuais, podendo ultrapassar o limite devido ao aquecimento global que afeta nosso planeta.

### Relevo
Essa região tem como principal revelo a planície que é uma grande área geográfica com pouca ou raramente nenhum tipo de variação de altitude, são lugares onde se encontra a maior variação de clima é tempo, sendo que dentro do bioma amazônico encontramos outros tipos de relevo como: Planalto, Planície, depressão é montanhas ou picos.

## Infraestrutura

### Rodovias
- PA-156

### Equipamentos urbanos

#### Orla de Bagre
Localizada ao longo da Avenida Barão do Rio Branco onde encontramos também os principais prédios da cidade e a área comercial. Onde culmina todo o movimento, principalmente aos finais de semanas por causa da Praça 29 de Dezembro que é próximo a Orla e o Hidroviário Municipal que se encontra lanchonetes e outros serviços.

## Cultura
A memória cultural e histórica do município de Bagre está intimamente ligada ao Município de Oeiras do Pará. Devido ser criado através do desmembramento do antigo município de Oeiras, ganhando autonomia municipal, em 1961.
Como expressão religiosa, destaca-se a festa de Santa Maria, Padroeira do lugar, realizada no período de 20 a 30 de maio, com Círio fluvial, arraial, ladainha e festa dançante.
Os equipamentos culturais resumem-se a uma biblioteca e uma casa da cultura. Vinculadas à Prefeitura Municipal.